# Winifreda
Winifreda är en kommunhuvudort i Argentina.   Den ligger i provinsen La Pampa, i den centrala delen av landet, 600 km väster om huvudstaden Buenos Aires. Winifreda ligger 169 meter över havet och antalet invånare är 2 902.
Terrängen runt Winifreda är mycket platt. Runt Winifreda är det ganska glesbefolkat, med 23 invånare per kvadratkilometer.. Winifreda är det största samhället i trakten.
Trakten runt Winifreda består till största delen av jordbruksmark.